# Rhododendron nudipes
Rhododendron nudipes är en ljungväxtart som beskrevs av Takenoshin Nakai. Rhododendron nudipes ingår i släktet rododendron, och familjen ljungväxter.

## Underarter
Arten delas in i följande underarter:
- R. n. kirishimense
- R. n. nagasakianum